# Château Savoie
Le château Savoie est une résidence construite en style éclectique située près du village de Greschmattò, dans la commune de Gressoney-Saint-Jean en Vallée d'Aoste.
Il est relié au lac Gover par la promenade de la reine.

## Histoire
Il est bâti à la fin du XIXe siècle par l'architecte Emilio Stramucci selon la volonté de la reine Marguerite de Savoie pour ses vacances d'été. Elle y séjourne régulièrement jusqu'en 1925.
Cédé ensuite à l'industriel milanais Moretti, il est racheté par la région autonome Vallée d'Aoste en 1981.

## Description
Le château Savoie est un bâtiment à trois étages en style éclectique, caractérisé par cinq flèches différentes les unes des autres.
À l'intérieur se trouve un escalier très fin en bois, des plafonds à caissons, également en bois, décorés avec la croix de Savoie et des motifs floraux.
Du château on peut admirer une des plus belles vues du massif du mont Rose. Il est entouré d'un jardin botanique alpin.

## Galerie de photos

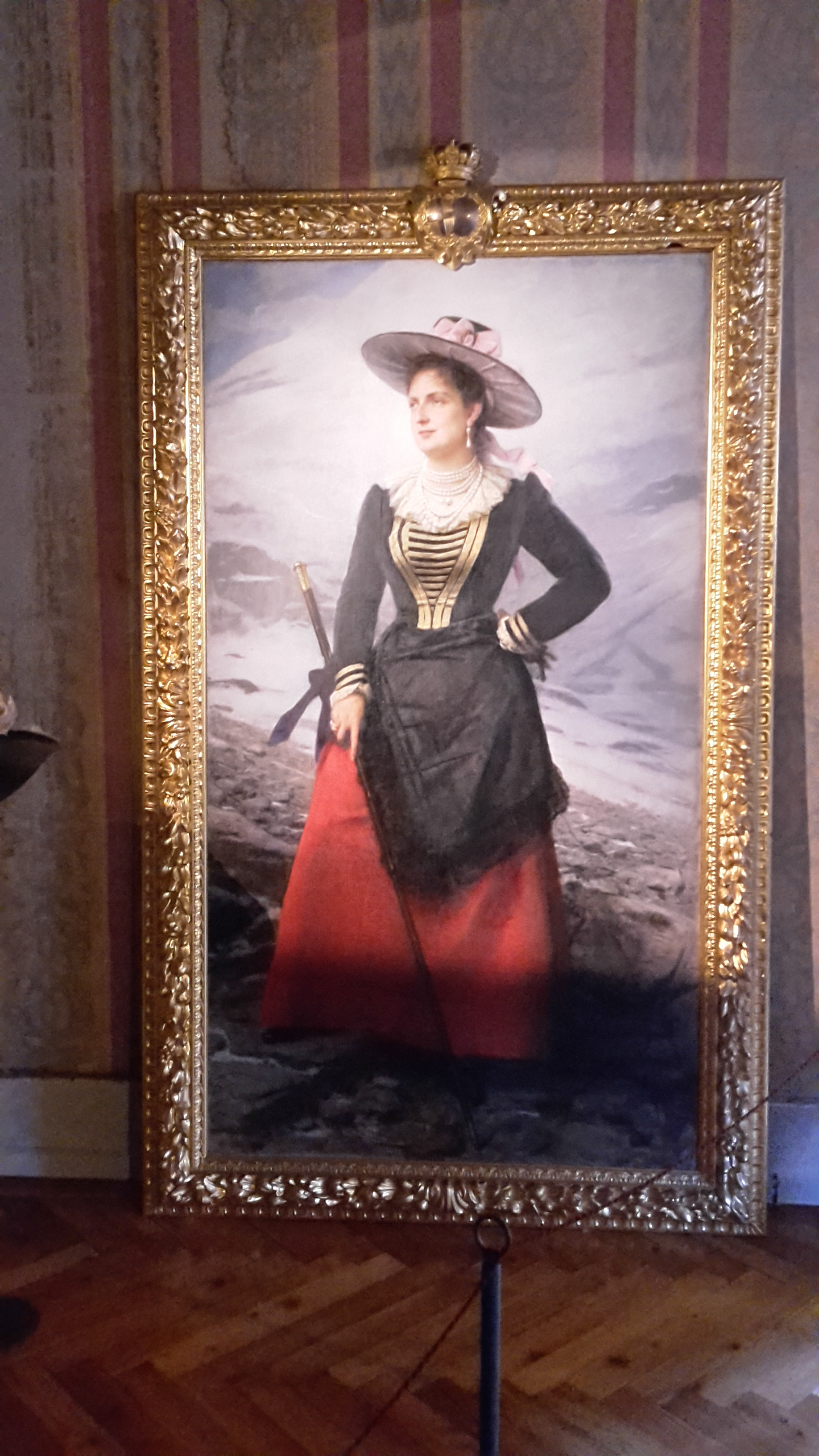
Marguerite de Savoie portant le costume typique de Gressoney (1890)
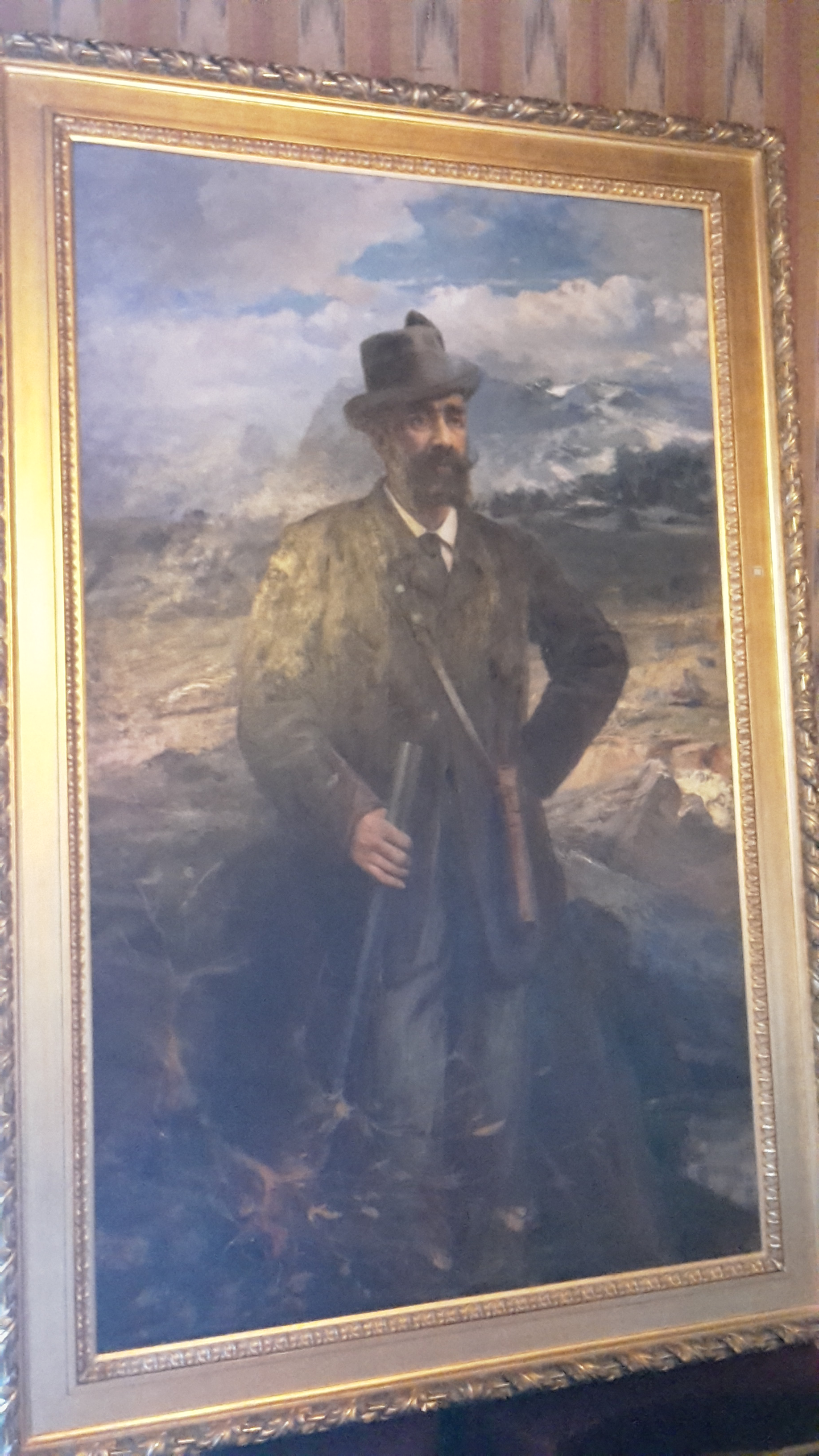
Louis Beck-Peccoz (1892)